# Uefas arenaranking
Uefas arenaranking är ett sätt att klassificera de europeiska fotbollsarenorna och för att säkerställa kvaliteten och säkerheten vid matchevenemang på europeisk nivå.
2006 bytte Uefa från ett femstjärnigt system till ett med fyra kategorier där kategori fyra har högst krav. 2010 gjordes den senaste uppgraderingen av kraven.

## Krav för spel i Europa League
- För andra kvalomgången krävs en kategori 2‐arena[1]
- För tredje kvalomgången och playoff krävs en kategori 3‐arena[1][2]
- För gruppspelet krävs en kategori 4‐arena

## Krav för spel i Champions League
- För Playoff krävs en kategori 4‐arena
- För gruppspelet krävs en kategori 4‐arena

## Skillnader mellan kategorier[3]
| Kriterium                                    | Kategori 1                             | Kategori 2                                                           | Kategori 3                                                            | Kategori 4                         |
| -------------------------------------------- | -------------------------------------- | -------------------------------------------------------------------- | --------------------------------------------------------------------- | ---------------------------------- |
| Planstorlek                                  | 100 till 105 m lång, 64 till 68 m bred | 100 till 105 m lång, 64 till 68 m bred                               | 105 m lång, 68 m bred                                                 | 105 m lång, 68 m bred              |
| Minsta storlek för omklädningsrum för domare | n/a                                    | n/a                                                                  | 20 m2                                                                 | 20 m2                              |
| Minsta ljusstyrka                            | n/a                                    | 800 vertikala lux för fast kamera 500 vertikala lux för mobil kamera | 1200 vertikala lux för fast kamera 800 vertikala lux för mobil kamera | 1400 vertikala lux för fast kamera |
| VIP‐parkering                                | 10                                     | 50                                                                   | 100                                                                   | 150                                |
| Ståplats tillåtet                            | ja                                     | nej                                                                  | nej                                                                   | nej                                |
| Minst antal sittplatser                      | 200                                    | 1500                                                                 | 4500                                                                  | 8000                               |
| Minst antal VIP‐platser                      | 50                                     | 100                                                                  | 250                                                                   | 500                                |
| VIP‐platser för gästande lag                 | 10                                     | 20                                                                   | 50                                                                    | 100                                |
| VIP‐area                                     | n/a                                    | n/a                                                                  | n/a                                                                   | 400 m2                             |
| Minsta arbetsyta för media                   | 50 m2                                  | 100 m2 för 50 personer                                               | 100 m2 för 50 personer                                                | 200 m2 för 75 personer             |
| Minsta antal fotografer                      | n/a                                    | n/a                                                                  | 15                                                                    | 25                                 |
| Minsta yta för huvudkamera                   | 4 m2 för minst en kamera               | 6 m2 för 2 kameror                                                   | 6 m2 för 2 kameror                                                    | 10 m2 för 4 kameror                |
| Minsta antal platser i pressloge             | 20, 5 med skrivbord                    | 20, 10 med skrivbord                                                 | 50, 25 med skrivbord                                                  | 100, 50 med skrivbord              |
| Minsta antal platser för kommentatorer       | 2                                      | 3                                                                    | 5                                                                     | 25                                 |
| Minsta antal TV‐studior                      | 1 rum som kan konverteras              | 1                                                                    | 2                                                                     | 2, minst 1 med utsikt mot planen   |
| Minsta antal intervjuplatser efter match     | n/a                                    | n/a                                                                  | n/a                                                                   | 4                                  |
| Minsta antal yta för OB‐bussar               | 100 m2                                 | 200 m2                                                               | 200 m2                                                                | 1000 m2                            |
| Minsta antal platser i presskonferens‐rum    | 1                                      | 30                                                                   | 50                                                                    | 75                                 |